# Dana White
Dana Frederick White Jr., noto semplicemente come Dana White (Manchester, 28 luglio 1969), è un imprenditore, telecronista sportivo e personaggio televisivo statunitense di origini irlandesi, attuale presidente della Ultimate Fighting Championship.

## Biografia
Dana White nasce a Manchester, nel Connecticut, da una famiglia di origini irlandesi; cresce insieme alla sorella tra Las Vegas, in Nevada, e Levant, in Maine. Nel 1987 si diploma alla Hermon High School, mentre successivamente frequenta la University of Massachusetts senza tuttavia terminare gli studi; in questo periodo lancia comunque un programma di pugilato per i giovani della città. Nel 1992 fonda la Dana White Enterprises a Las Vegas, dove conduce classi di aerobica in tre diverse palestre e inizia a gestire alcuni lottatori di arti marziali miste come Tito Ortiz e Chuck Liddell.
Mentre lavora come manager, White viene a sapere che la Semaphore Entertainment Group, la compagnia fondatrice della UFC, sta cercando per essa un acquirente. White contatta il suo amico d'infanzia Lorenzo Fertitta, un dirigente dei casinò statali ed ex commissioner della commissione atletica del Nevada, e meno di un mese dopo Lorenzo e suo fratello maggiore Frank acquistano la UFC con White come presidente. White attualmente possiede il 9% di Zuffa, la società creata dai fratelli Fertitta per possedere e gestire l'UFC. Nel luglio 2016 la UFC viene ceduta ad un gruppo di investitori guidato dalla WME-ING per una cifra vicina ai quattro miliardi di dollari e White mantiene la carica di presidente della UFC.
È inoltre l'ideatore e il commentatore, assieme a Matt Serra, del reality Lookin' for a Fight, che ha lo scopo di individuare i migliori prospetti delle MMA. Nel 2023 ha lanciato Power Slap - Road to the Title, un reality di power slap della durata di 7 puntate più la finale. Ha l'obiettivo di portare in alto questo neo-nato sport, in maniera analoga a quanto fatto con le arti marziali miste, e sta riscontrando opinioni non sempre positive dal pubblico, che fatica a ritenerlo uno sport a tutti gli effetti.

## Vita privata
Dana White è sposato con Anne, dalla quale ha avuto due figli e una figlia; si è dichiarato ateo, ma ha sottolineato spesso di essere affascinato dalle religioni.
Nel 2016 ha appoggiato Donald Trump per le elezioni presidenziali statunitensi.

## Riconoscimenti
- Promoter of the Year (2005, 2006, 2007, 2008, 2009, 2010)
- Leading Man of the Year (2008, 2009, 2010, 2011, 2012, 2013)
- Nevada Sportsman of the Year (2009)

## Filmografia
- The League - serie TV, un episodio (2013)
- C'è sempre il sole a Philadelphia - serie TV, un episodio (2017)